# Dalex
Pedro David Daleccio (Filadelfia, Pensilvania, 7 de octubre de 1989), más conocido por su nombre artístico Dalex, es un cantante y compositor estadounidense. 
Anteriormente formó parte del dúo Jayma y Dalex con Juan Rodríguez; separándose en el año 2017, con el fin de convertirse en solista.

## Biografía
Nació el 7 de octubre de 1990 en Filadelfia pero creció en el municipio de Juana Díaz en Puerto Rico. A los 18 años, mientras estudiaba para convertirse en barbero, Dalex comenzó a escribir canciones, tiene 3 hijos y actualmente está en un grupo con diferentes artistas llamado The Academy (Justin Quiles, Sech, Lenny Tavárez, Feid, y Dímelo Flow). Se casó en mayo de 2020 con la periodista puertorriqueña Patricia Corcino.[cita requerida] El 23 de noviembre de 2021 anuncian su separación por medio de sus redes sociales. Días después se reconciliaron.

## Carrera musical

### Inicios como dúo (2010–2017)
Tras culminar sus estudios, Dalex se trasladó a Orlando, Florida, donde conoció a Juan Rodríguez, conocido como Jayma. Juntos formaron el dúo Jayma y Dalex e iniciaron su carrera musical en 2010 con el tema «Tu primera vez».
En 2014 firmaron con la discográfica Anakin Ent. LLC, con la que publicaron los sencillos «Aquellos tiempos», «Me encanta» y «Lento». Ese mismo año lanzaron su primer mixtape, The Akademy, que incluyó colaboraciones con artistas como Carlitos Rossy y Guelo Star.
En octubre de 2015 publicaron su primer álbum de estudio, Gravedad, con participaciones de Justin Quiles, Jory Boy, Pusho y producción de Urba y Rome. Parte de su música llegó a emitirse en el canal MTV Latinoamérica.
En 2016 lanzaron el mixtape recopilatorio Declassified y realizaron una gira internacional por países de Europa (Italia, España) y América Latina (Ecuador, República Dominicana y Perú). En 2017, anunciaron la disolución del dúo para iniciar carreras en solitario.

### Carrera en solitario (2017–presente)
Dalex firmó con el sello Rich Music en 2017. En 2018 lanzó el sencillo «Puesto pal millón» junto a Sech, Myke Towers, Justin Quiles, Arcángel y Alex Rose.
Ese mismo año publicó dos EP: License to Trap y La nueva ola, en colaboración con artistas como Rauw Alejandro, Lyanno y Sech.
En 2019 alcanzó reconocimiento internacional con el tema «Pa Mí», junto a Rafa Pabön, que fue éxito en plataformas digitales y tuvo buena recepción en países latinoamericanos. Posteriormente lanzó el remix con Cazzu, Feid, Khea, Sech y Lenny Tavárez, logrando posicionarse en las listas de Billboard.
Ese mismo año lanzó su álbum debut como solista, Climaxxx, con colaboraciones de Nicky Jam, Farruko, Rauw Alejandro, Yemil y otros artistas urbanos. El disco debutó en el top 20 de la lista Latin Rhythm Albums de Billboard.
También participó en el EP The Academy junto a Sech, Justin Quiles, Feid y otros artistas del sello Rich Music.
En 2020 lanzó el mixtape Modo Avión y en 2021 publicó su segundo álbum de estudio, Unisex, con canciones como «Máquina del tiempo» junto a Rauw Alejandro y Lyanno, así como colaboraciones con Trey Songz, Zion & Lennox, Jay Wheeler y Ryan Castro.

## Premios y nominaciones
| Año  | Premio           | Nominación | Categoría               | Resultado | Referencias |
| ---- | ---------------- | ---------- | ----------------------- | --------- | ----------- |
| 2019 | Premios Juventud | Dalex      | Nueva generación urbana | Nominado  | [ 8 ] [ 9 ] |

## Discografía
Álbumes de estudio
- 2019: Climaxxx
- 2021: Unisex

EP
- 2018: License To Trap
- 2018: La nueva ola
- 2020: Modo Avión
- 2020: 3AM
- 2023: Reggaetón Sex

EP en colaboración
- 2019: The Academy (Avengers)
- 2024: The Academy: Segunda Misión